# Onthophagus hemipygus
Onthophagus hemipygus är en skalbaggsart som beskrevs av Frey 1964. Onthophagus hemipygus ingår i släktet Onthophagus och familjen bladhorningar. Inga underarter finns listade i Catalogue of Life.